# Stilelibero
«Stilelibero» (с итал. — «Фристайл») — музыкальный студийный альбом итальянского певца и композитора Эроса Рамаццотти, выпущен компанией Bertelsmann Music Group 2001 год. Испанская версия диска была выпущена под названием «Estilo libre». Было продано около 900.000 копий альбома.

## Об альбоме
Как заявил сам Эрос Рамаццотти, альбом был своеобразным «соревнованием» с известным исполнителем Джанни Моранди. Изначально выход альбома был запланирован на 2001 год, однако, в связи с выходом альбома «Come fa bene l’amore» Моранди, Рамаццотти и его творческая группа приняли решение выпустить диск раньше.
Релизу предшествовал выход сингла «Fuoco nel fuoco». Песня рассказывает о страстной любви, которая очень быстро сгорает. Музыкальный стиль песни был определён некоторыми критиками как «быстрая баллада», которая сопровождается под аккомпанемент латиноамериканских музыкальных инструментов.
В альбом также вошла известная песня «Più che puoi», которую Рамаццотти исполнил и записал вместе с известной американской певицей Шер. в 2007 году песня была включена в двойной альбом Эроса Рамаццотти «e²», который состоял из наилучших композиций исполнителя. На песню было сделано несколько ремиксов.
Сам Рамаццотти говорил об альбоме следующим образом:
Данный альбом — большая и сложная работа. В нём каждая песня создаёт определённую музыкальную атмосферу, в которых пение, музыка и слова говорят со слушателем уникальным образом. Стильно и свободно.Рамаццотти

## Списки композиций

### Итальянская версия
| №                   | Название                    | Автор(ы)                                          | Длительность |
| ------------------- | --------------------------- | ------------------------------------------------- | ------------ |
| 1.                  | «L’ombra del gigante»       | Рамаццотти, К. Гвидетти, А. Кольиати, Л. Керубини | 4:42         |
| 2.                  | «Fuoco nel fuoco»           | Рамаццотти, К. Гвидетти, А. Кольиати              | 4:02         |
| 3.                  | «Lo spirito degli alberi»   | Рамаццотти, К. Гвидетти, А. Салерно               | 4:11         |
| 4.                  | «Un angelo non è»           | Рамаццотти, К. Гвидетти, А. Кольиати              | 4:38         |
| 5.                  | «L’aquila e il condor»      | Рамаццотти, К. Гвидетти, А. Кольиати, Фабрицио    | 4:26         |
| 6.                  | «Più che puoi» (дуэт с Шер) | Рамаццотти, А. Кольиати, Шер                      | 4:11         |
| 7.                  | «Il mio amore per te»       | Рамаццотти, А. Кольиати, Деттори, Л. Кьяравалли   | 4:14         |
| 8.                  | «E ancor mi chiedo»         | Рамаццотти, К. Гвидетти, А. Кольиати              | 4:22         |
| 9.                  | «Improvvisa luce ad Est»    | Рамаццотти, К. Гвидетти, Керубини, В. Тоссетто    | 4:41         |
| 10.                 | «Nell’azzurrità»            | Рамаццотти, К. Гвидетти, А. Кольиати, Фабрицио    | 4:15         |
| 11.                 | «Amica donna mia»           | Рамаццотти, К. Гвидетти, А. Кольиати              | 4:00         |
| 12.                 | «Per me per sempre»         | Рамаццотти, К. Гвидетти, А. Кольиати, Фабрицио    | 3:52         |
| Общая длительность: | Общая длительность:         | Общая длительность:                               | 51:09        |

### Испанская версия
| №                   | Название                    | Автор(ы)                                          | Длительность |
| ------------------- | --------------------------- | ------------------------------------------------- | ------------ |
| 1.                  | «La sombra del gigante»     | Рамаццотти, К. Гвидетти, А. Кольиати, Л. Керубини | 4:42         |
| 2.                  | «Fuego en el fuego»         | Рамаццотти, К. Гвидетти, А. Кольиати              | 4:02         |
| 3.                  | «El alma de los arboles»    | Рамаццотти, К. Гвидетти, А. Салерно               | 4:11         |
| 4.                  | «Un angel no es»            | Рамаццотти, К. Гвидетти, А. Кольиати              | 4:38         |
| 5.                  | «El aguila y el condor»     | Рамаццотти, К. Гвидетти, А. Кольиати, Фабрицио    | 4:26         |
| 6.                  | «Più che puoi» (дуэт с Шер) | Рамаццотти, А. Кольиати, Шер                      | 4:11         |
| 7.                  | «Mi amor por ti»            | Рамаццотти, А. Кольиати, Деттори, Л. Кьяравалли   | 4:14         |
| 8.                  | «Quiero saberlo»            | Рамаццотти, К. Гвидетти, А. Кольиати              | 4:22         |
| 9.                  | «Y en el este una luz»      | Рамаццотти, К. Гвидетти, Керубини, В. Тоссетто    | 4:41         |
| 10.                 | «Azul sin par»              | Рамаццотти, К. Гвидетти, А. Кольиати, Фабрицио    | 4:15         |
| 11.                 | «Mujer amiga mia»           | Рамаццотти, К. Гвидетти, А. Кольиати              | 4:00         |
| 12.                 | «Para mi sera por siempre»  | Рамаццотти, К. Гвидетти, А. Кольиати, Фабрицио    | 3:52         |
| Общая длительность: | Общая длительность:         | Общая длительность:                               | 51:09        |

## Синглы
1. «Fuoco nel fuoco»;
2. «Un angelo non è»;
3. «Più che puoi» (дуэт с Шер);
4. «L’ombra del gigante»;
5. «Per me per sempre».

## Чарты

### Международныехит-парады
| Страна        | Место |
| ------------- | ----- |
| Австрия       | 3     |
| Бельгия       | 6     |
| Финляндия     | 9     |
| Франция       | 3     |
| Германия      | 2     |
| Италия Italia | 2     |
| Норвегия      | 17    |
| Нидерланды    | 9     |
| Польша        | 26    |
| Швеция        | 15    |
| Швейцария     | 1     |
| США           | 14    |

### Рейтинг поFIMI
| Место  | 2  | 2  | 3  | 4  | 5  | 4  | 3  | 3  | 3  | 3  | 3  | 3  | -  | 4  | 4  | 3  | 3  | 4  | 10 | 9  | 11 | 10 | 10 | 12 |
| Неделя | 25 | 26 | 27 | 28 | 29 | 30 | 31 | 32 | 33 | 34 | 35 | 36 | 37 | 38 | 39 | 40 | 41 | 42 | 43 | 44 | 45 | 46 | 47 | 48 |
| Место  | 12 | 11 | 10 | 12 | 14 | 15 | 11 | -  | -  | 15 | 16 | 12 | 5  | 7  | 9  | 8  | 9  | 9  | 8  | 10 | 17 | 12 | 13 | 17 |